# Klavdija Rimska
Klavdija Rimska keltska mati, svetopisemska žena in svetnica, * 1. stoletje pr. n. št. ali 1. stoletje Velika Britanija, † 1. stoletje Rim (Rimsko cesarstvo).

## Življenjepis
Klavdija je svetnica in mati poznejšega papeža Lina, svete Praksede in Pudencijane. 

Njen oče, britanski kralj Karatak (Caratacus), je vodil keltski odpor; ko ga je porazil Aulus Plautius. Ko ga je cesar Klavdij osvobodil, je sprejela ime Claudia in je bila krščena na to ime v Rimu. Omenja jo apostol Pavel  v svojem pismu Timoteju . Ker na splošno menijo biblicisti, da je Pismo Timoteju zadnje Pavlovo pismo, velja torej Klavdijino ime v 2 Tim 4,21 kot zadnje ime v Pavlovih pismih. Ona je bila torej zadnja oseba, ki jo je Pavel omenil. Nekateri menijo, da je bila Klavdija hčerka  Klavdija Kogidubna (Tiberius Claudius Cogidubnus), ki je bil Klavdijev zaveznik in je pozneje postal rimski cesar. Omenjajo, da je njeno pravo ime bilo Klavdija Rufina (Claudia Rufina) in da je bila poročena za Avla Pudensa, prijatelja pesnika Maricijala. 

Njen god je 7. avgusta. 